# ترعة بئر حسن
ترعة بئر حسن، قرية من قرى محافظة العيص، والتابعة لمنطقة المدينة المنورة في السعودية.